# 乙女の港
『乙女の港』（おとめのみなと）は、川端康成名義の長編小説。川端の少女小説として連載発表されたが、今日では、当時川端に師事していた新人の主婦作家・中里恒子（佐藤恒子）の草稿に、川端が校閲・加筆指導・手直しをして完成させた共同執筆の合作だったことが判明している作品である。「花選び」「牧場と赤屋根」「開かぬ門」「銀色の校門」「高原」「秋風」「新しい家」「浮雲」「赤十字」「船出の春」の全10章からなる。
横浜のミッション系女学校に通う女学生たちの交友関係を綴った作品で、上級生と下級生が擬似的な姉妹となって交際するという、当時の女学生の間で広く行われていた エス  (sisters-in-law) という風習について描かれている。なお、作品の舞台は明確には書かれていないが、地名や風景描写から横浜市であると考えられている。
1937年（昭和12年）、少女向け雑誌『少女の友』6月号から翌1938年（昭和13年）3月号にかけて10回連載され（挿絵：中原淳一）、同年4月1日に実業之日本社より単行本刊行された。正確な発行部数は不明だが、初版から5年目で47刷に達しており、連載から初版刊行までの期間もすぐで、当時の人気ぶりが窺える作品である。

## 中里恒子の草稿について
『乙女の港』は川端康成の単独作として発表された作品だが、新版『川端康成全集 補巻2』で発表された中里恒子との往復書簡で、中里の草稿に川端が校閲・加筆指導・手直しをして完成させていたことが示唆されており、中里の才能を早くから認めて「執筆指導」していた川端と、中里が川端に全幅の信頼を寄せて「下書き」をしていたことが窺われ、共同執筆の合作だったことが今日判明している。問題となっている川端と中里の書簡のやり取りは以下のようになっている。なお、中里の草稿の一部は死後の1989年（平成元年）に見つかっている（神奈川県近代文学館所蔵）。
1937年（昭和12年）9月14日付、川端康成から中里恒子へ
1937年（昭和12年）9月18日付、中里恒子から川端康成へ
1937年（昭和12年）10月16日付、川端康成から中里恒子へ
1938年（昭和13年）9月17日付、中里恒子から川端康成へ
こういった経緯のある『乙女の港』について、川端が筋を指示して中里が書き、川端が徹底的に手を入れている作品であるから中里の代作ではないとする内田静江のような意見に対して、小谷野敦は、筋立てが中里のものだと推測して、中里恒子作と表記すべきだと主張し、川端作として刊行する出版社を批判している。
下條正純は、これらの資料からは、どの程度が中里の筆によるのかは不明であるが、中里が横浜市のミッションスクール・横浜紅蘭女学校の卒業生であることから、中里自身の体験に基づく女学生文化や女学生の言語を下敷きにした描写がなされていると推測している。
この件を本格的に研究している中嶋展子は、発見された中里の草稿や、二人の書簡のやり取りを分析し、そこには、川端の新人作家を導くという師弟関係にも似た交流に支えられた作品の成立過程が見られるとし、『乙女の港』は中里による下書きがあって成立した作品ではあるが、川端の改稿により文章表現が改善され、作品に「広がりや彩り」が添えられて、テーマも明確となった作品であり、そういった文章の方法が、草稿のやり取りから見て取れると解説している。
同じく本格的にこの件を研究している大森郁之助は、この書簡の一つ前段階として川端が中里へ腹案（あらすじの展開、場面の構成など）が伝えられていたか否かは不明であると前置きした上で、川端の様々な作品で女性の同性愛への文学的な嗜好が垣間見えることから、『乙女の港』の同性愛モチーフが「川端の発案」だった可能性も考えられるとしている。その根拠として大森は、中里作が濃厚な『花日記』の方が同性愛の完成度が低く、川端が改稿した『乙女の港』や、完全な川端本人作である『美しい旅』の方が、より同性愛要素が高いことと、『乙女の港』の第6章の軽井沢の部分は川端の加筆であることが馬場重行によって示唆されていることなどから、最終的には全体として川端が自作視得るものになっていたと考察している。
孫昊は文章のパターンから共同執筆と結論を出している。

## あらすじ
ミッション・スクールに入学した大河原三千子は、5年生の八木洋子から花と詩を、4年生の克子から手紙を送られる。自分がなぜ上級生からそのようなものを送られるのか理解できない三千子に対し、クラスメートの経子は、「エス」という風習について教える。経子は幼稚園の時から同じ学園に在籍しており、三千子に学園の事情について学校の帰りに教えると伝えるが、三千子は洋子に誘われるままに洋子の家の自動車で自宅まで送ってもらい、それが縁で洋子を姉として慕うようになる。しかし、その頃から洋子に関する悪い噂が校内に流れるようになり、三千子と洋子を苦しめる。
夏休みに三千子は伯母と共に避暑のために軽井沢へと赴くが、三千子はそこで克子と再会する。克子の熱烈なアプローチを断りきれず、克子と軽井沢を散策する内、三千子は洋子とは異なる魅力を持つ克子にも惹かれるようになる。
夏休みが終わって学校が再開されると、克子はことさらに三千子との親密ぶりをアピールして洋子を苦しめる。また、三千子も自分をめぐって洋子と克子が対立することに苦しむようになる。

## 登場人物
大河原三千子（おおがわら みちこ）
1年生。人形のような可愛らしい容姿の持ち主で、洋子と克子以外の上級生からも手紙を送られている。基本的に洋子一途だが、洋子と離れて軽井沢に滞在したときは克子にも惹かれた。素直な性格であり、洋子が自分を諭したときには洋子の教えを素直に受け入れている。また、他人の悪口は嫌っており、できればみんなで仲良く過ごせればと考えている。
八木洋子（やぎ ようこ）
5年生。校内では優等生として知られており、フランス語が得意。自分が生まれてすぐに母親が精神病を患い、母と生き別れになるという暗い過去があり、憂いを帯びた雰囲気を漂わせている。牧場主の娘で実家は相当な財産家であったが、作中で没落してしまう。しかし、不運にめげることなく、常に前向きに生きようとしている。また、恵まれない人々を思いやる優しい心の持ち主でもある。
克子（かつこ）
4年生。快活かつ社交的な性格で、スタイルが良く、スポーツが得意。一方で負けず嫌いで独占欲が強いところがあり、三千子を我が物にしようとする。洋子に対してはライバル心をむき出しにし、しばしば挑発していたが、運動会で重傷を負った時に洋子の優しさに触れ、改心した。実家は貿易商。
経子（つねこ）
三千子のクラスメート。幼稚園から同じ学園に在籍し、学校の事情に詳しい。三千子に克子を紹介しようとする。三千子が洋子を姉に選んだ後は、洋子の悪い噂を三千子に吹き込もうとするなど三千子につらく当たるようになる。

## おもな刊行本
- 『乙女の港』（実業之日本社、1938年4月1日）
  - 装幀・挿画：中原淳一。箱入り。330頁
  - 収録作品：「乙女の港」「薔薇の家」
- 『乙女の港』（ヒマワリ社、1946年12月25日）
  - 装幀・挿画：中原淳一。B5判厚紙装
- 『乙女の港』（東和社、1948年3月15日）
  - 装幀：松本かつぢ。B6判厚紙装
- 『乙女の港』（東和社、1949年4月15日）
- 『乙女の港』（ポプラ社、1952年11月20日）
  - カバー絵：松本昌美。挿画：花房英樹。B6判厚紙装カバー付
  - 冒頭文：川端康成「作者のことば」。
- 『乙女の港・霧の造花 他』（ひまわり社、1956年5月10日）
  - 装幀・挿画：玉井徳太郎。B6判厚紙装カバー付
  - 収録作品：「女学生」「夢の姉」「ゆくひと」「朝雲」「むすめごころ」「霧の造花」「乙女の港」
- 『乙女の港』（図書刊行会淳一文庫、1985年5月1日）
  - 装幀・挿画：中原淳一。B5判厚紙装
- 文庫版『乙女の港 少女の友コレクション』（実業之日本社、2011年10月15日）
  - カバーデザイン：鈴木正道。カバー装画：中原淳一「セルの頃」（『少女の友』昭和15年５月号表紙）。
  - 解説：内田静枝。冒頭文：瀬戸内寂聴「文庫版刊行に寄せて」。用語解説付。